# Majevica
Majevica (v srbské cyrilici Мајевица) je menší pohoří v severovýchodní části Bosny a Hercegoviny. Nachází se mezi regiony Semberija, Posávím a Tuzlanským kantonem. Většina pohoří se nachází na území Federace Bosny a Hercegoviny a malá část na území Republiky srbské. Jednotlivé vrcholky pohoří jsou zalesněné.
Nejvyšším vrcholem jsou Stolice, které se nacházejí cca 16 km východně od města Tuzla, na samém jihovýchodním okraji pohoří. Mají nadmořskou výšku 916 m a do roku 1995 se na vrcholu nacházel televizní vysílač. Mezi další vrcholy Majevice patří Muzeljska kosa (898 m n. m.), Međenik (843 m n. m.) a Okresanica (815 m n. m.)
Pohoří se táhne ve směru západ-východ a je dlouhé cca 60 km. Představuje rozvodí řek Sáva, Drina a Spreča. Hory tvoří serpentin a různé tufy, které v místě pohoří prorážejí okolní vrstvu třetihorních hornin. V dřívějších dobách byly v Majevici těženy různé suroviny, např. uhlí a kamenné soli. V blízkosti Majevice se nacházejí i minerální prameny.
Majevica byla osídlena již od prehistorických dob. Nachází se zde řada obcí a vesnic; pod samotnými horami se pak rozkládá několik měst, jako např. Srebrenik, Lopare, Čelić, Kalesija a Tuzla. Nachází se zde turistický resort Viva Natura v blízkosti vesnice Podgora.